# Dendrite (ensemble de Julia)
 (novembre 2023).
Si vous disposez d'ouvrages ou d'articles de référence ou si vous connaissez des sites web de qualité traitant du thème abordé ici, merci de compléter l'article en donnant les références utiles à sa vérifiabilité et en les liant à la section « Notes et références ».

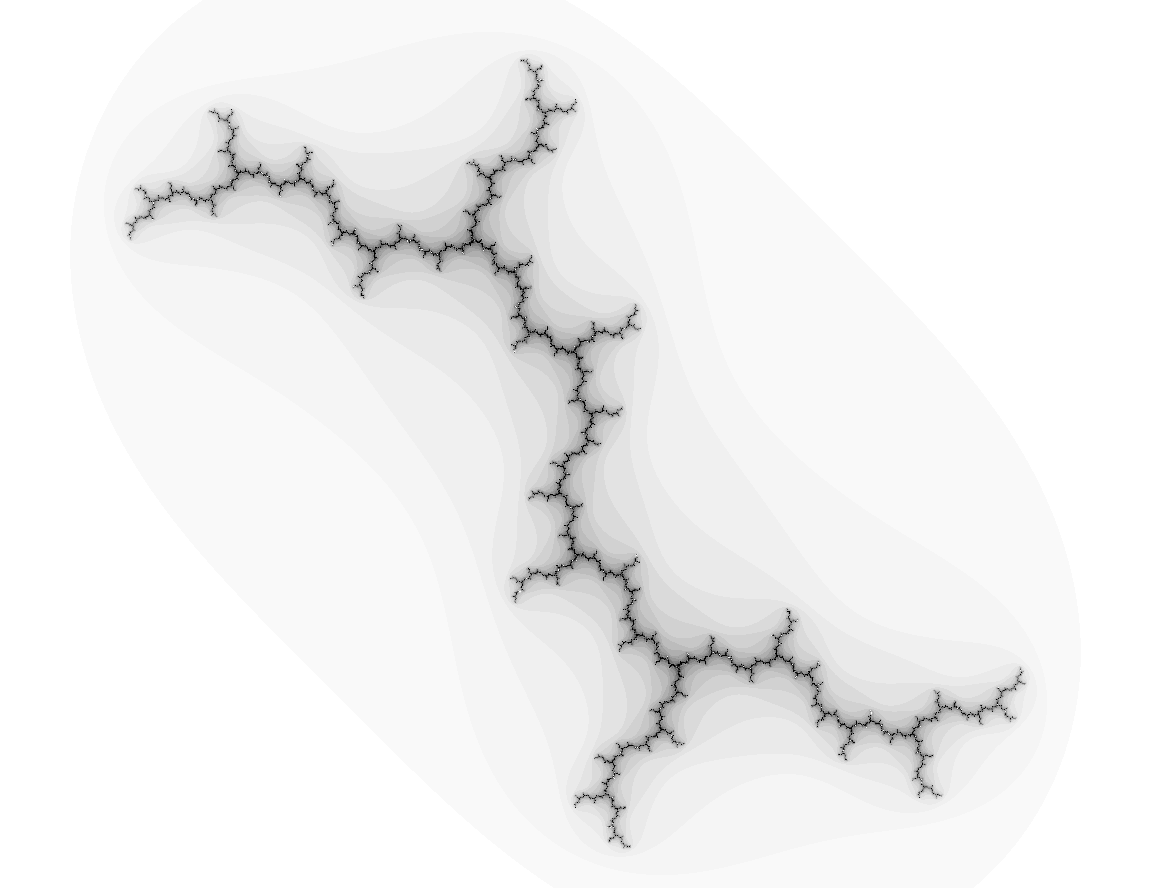
L'ensemble de Julia du polynôme est une dendrite.

Les dendrites sont des ensembles de Julia qui sont des dendrites au sens topologique, c'est-à-dire des espaces métriques {\displaystyle J} compacts, non vides, connexes par arcs, localement connexes et vérifiant la propriété suivante :
Pour tout sous-ensemble compact connexe non vide {\displaystyle X} de {\displaystyle J} et pour tout couple de sous-ensembles fermés connexes {\displaystyle A} et {\displaystyle B} de {\displaystyle X}, l'intersection {\displaystyle A\cap B} est connexe.
Un exemple de dendrite est l'ensemble de Julia du polynôme quadratique {\displaystyle P(z)=z^{2}+i}.